# Johann Fischart
Johann Baptist Fischart (n. 1546, Strasbourg, Sfântul Imperiu Roman – d. 1590, Forbach, Lorraine⁠(d), Franța) a fost un scriitor german, cunoscut mai ales pentru satirele sale la adresa catolicilor și iezuiților.

## Opera
- 1572: Bunica oricărei practici ("Aller Praktik Großmutter")
- 1575: Nemaipomenita și aventuroasa istorie despre viața și faptele eroilor și seniorilor Grandgusier, Gargantoa și Pantagruel ("Affenteuerliche und ungeheuerliche Geschichtsschrift vom Leben, Rhaten und Thaten der vor langen weilen Volbenwolbeschraiten Helden und Herrn Grandgusier, Gargantoa und Pantagruel, Königen im Utopien und Ninnenreich"), roman satiric, parafrază la Gargantua și Pantagruel al lui François Rabelais, unde fantezia barocă se împletește cu verva inepuizabilă
- 1576: Norocoasa corabia din Zürich ("Das Glückhafft Schiff von Zürich")
- 1578: Cărticica filozofică a virtuții conjugale ("Das Philosophisch Ehzuchtbüchlin")
- 1580: Pălăriuța iezuitului ("Das Jesuiterhütlein").

1. ↑  Johann Fischart, MAK
2. 1 2  Johann Fischart, Open Library, accesat în 9 octombrie 2017
3. 1 2 3  Autoritatea BnF, accesat în 10 octombrie 2015
4. ↑  Johann Fischart, Faceted Application of Subject Terminology, accesat în 9 octombrie 2017
5. 1 2  Johann Fischart, NUKAT
6. ↑  „Johann Fischart”, Gemeinsame Normdatei, accesat în 10 decembrie 2014
7. ↑  Johann Fischart, Nationalencyklopedin, accesat în 9 octombrie 2017
8. ↑  Johann Fischart, Gran Enciclopèdia Catalana
9. ↑  CONOR.SI[*] Verificați valoarea |titlelink= (ajutor)